# Papiasz (imię)
Papiasz – imię męskie pochodzenia greckiego (Παπίας). Wśród patronów - św. Papiasz, męczennik (II wiek).
Papiasz imieniny obchodzi 29 stycznia, 22 lutego, 25 lutego i 7 lipca.
Znane osoby noszące to imię: 
- Papiasz z Hierapolis